# Elisabeth Olin
Elisabeth Olin, (Lillström (Estocolm), 8 de desembre, 1740 - Idem. 26 de març, 1828), va ser una cantant d'òpera sueca. Olin va ser un dels primers cantants professionals de Suècia i la primera prima donna d'òpera, nativa de Suècia. Va ser cantant de cort, actriu i compositora. Juntament amb Fredrica Löf, va ser l'actriu femenina amb més èxit durant el segle XVIII a Suècia.

## Biografia
Infància

Olin va treballar a Stora Bollhuset i al Teatre Reial. La seva mare era la cantant i actriu Lisa Söderman-Lillström, la prima dona del seu temps a l'escenari del teatre Stora Bollhuset i membre de la junta del teatre, i el seu pare, Petter Lillström, era músic de l'orquestra del teatre. Va fer el seu debut teatral com a actor infantil a l'obra Syrin al costat de la seva mare el 1747.

## Cantant de concert
Quan el grup de teatre suec va ser acomiadat durant la temporada 1753–1754, es va fer coneguda com a cantant de concert. Com a tal, hauria d'haver fet el seu debut a la dècada de 1750, però el seu nom no es confirma definitivament fins uns quants anys més tard. És coneguda com a estudiant del cantant d'òpera italià Giovanni Croce, que aleshores era actiu a Estocolm. Es confirma per primera vegada com a cantant de concert el 1761 en un concert de Ferdinand Zellbell. Va publicar la seva pròpia composició el 1768. Es va incloure a la Gustaviade. Poema heroic en dotze cançons d'Erik Skjöldebrand, on els compositors suecs havien aportat cadascun la seva pròpia composició en una col·lecció de dotze peces en total; la seva entrada va ser la cançó número vuit.

Com a cantant de concert, el seu nom apareix el 15 d'octubre de 1769, quan va actuar en un concert donat en benefici del seu pare, el violoncel·lista de la cort Petter Lillström, a Riddarhuset. El concert va ser conduït per Uttini. Més tard, va actuar en concerts maçònics anuals. Va aparèixer en tots els concerts de Cavalier entre 1769 i 1770.
| « | "Avui he estat al concert de Cavalier. Després va cantar la senyora Olin. No crec que Itàlia tingui una veu més dolça. Sense saber si estimar-la per la seva bellesa o per la seva veu divina, guanya l'amor i la meravella alhora." | » |

– Johan Gabriel Oxenstierna el 19 de novembre de 1769
Segons els relats, va actuar en els concerts organitzats per l'acadèmia musical, tant el 1772 com el 1794.

## Cantant d'òpera
El 1773, va aparèixer a la famosa òpera Thétis et Pelée, que va inaugurar l'Òpera Sueca, on va interpretar el paper principal al costat de Carl Stenborg, amb qui també va mantenir una relació privada. Aquesta obra se sol considerar el punt de partida del naixement del teatre i l'òpera suecs. La seva filla i la seva germana també van aparèixer en aquesta òpera: la primera va estar llavors contractada fins al 1776, la segona només va fer el paper d'Echo en aquesta òpera.

Sobre els dos actors principals es va dir llavors:
| « | "La senyora Olin té un paper fort i complicat, que ha de cedir davant d'emocions violentes i conflictives, complint totes aquestes escenes d'una manera que mostri concepte i vivacitat. Pel que ja s'ha vist de la senyora Olin, és fàcil jutjar la seva habilitat infal·lible per disputar qualsevol paper difícil en una tragèdia. Que després es pugui dir això del senyor Carl Stenborg encara queda per això... però el que es pot assegurar amb indiscutible certesa és que en totes les representacions pastorals segueix sent el primer actor amb nosaltres. La seva postura, aparença, veu: tot encaixa amb l'acció lúdica, alegre, benèfica. Fins i tot en la comèdia, el senyor Stenborg ocupa una de les primeres sales, en definitiva, en tots els papers que no haurien de ser interpretats per gent pesada, no s'han d'interpretar amb gestos incòmodes." | » |

En els anys següents, sol ocupar el protagonisme femení en la majoria de les obres que es representaven. Va interpretar Galathea a Acis et Galatée de Händel al costat de Carl Stenborg el 1773, Eurydike a Orfeu i Eurídice (òpera) de Gluck al costat de Stenborg i Silvie a Sylvie de Berton i Trial al costat de Stenborg la temporada 1773–1774, Aline a Aline, Queen of Golconda d'Uttini amb Stenborg 1775–1776, Procris a Cèfal i Procris amb Stenborg 1777–1778, Klytaimnestra a Iphigénie en Aulide de Glück amb Stenborg (1778–1779) i Zulma a Alonso e Cora 1782 de Francesco Bianchi.
El 1774, va interpretar Mechtild a Birger Jarl i Mechtild amb Stenborg al Rikssalen a les noces del duc Carl. A Athalie l'any 1776, contractada per cantar, es va convèncer per fer un paper parlant. El director Zibet escriu a Gustau III que la seva relació amb Stenborg ha estat aprofitada: Sens dubte, és massa tendra per voler humiliar el seu amant negant-se a interpretar una peça en la qual no pot evitar tocar. Olin, a causa de la seva posició social com a membre de la classe alta, va tenir un avantatge en totes les negociacions perquè es considerava una gran concessió per part d'una persona de la seva classe social per fer-ho; les actrius eren considerades prostitutes en aquest moment, encara que ella mateixa mai no va patir aquesta reputació. Quan buscaven cantants a la fundació de l'Òpera, "a penes gosaren pensar" en Olin, que després del seu matrimoni va ser comptat entre els dignataris. Li va donar una molt bona posició de negociació, i Gustav va dir després de la seva negociació salarial: "Ella es manté molt cara"; va rebre un sou més alt que qualsevol altre artista a Suècia, i més alt que qualsevol altra dona va rebre a Suècia abans que ella, independentment de la professió. Com a únic actriu del país, tenia una caixa privada reservada a la tercera fila.
Olin va ser anomenada "el primer artista dramàtic de Suècia", "The Swedish Maran" (després de la famosa cantant d'òpera alemanya Elisabeth Mara) i com "un dels patriarques de l'Òpera". Va rebre un sou de 666 riksdaler i 32 xílings, que era un sou més alt que qualsevol altre empleat de l'Òpera. Stenborg, l'estrella masculina, va rebre 444 riksdaler i un rendiment anual.

## Vida posterior
Olin va ser elegida com a membre núm. 85 de la Reial Acadèmia de Música el 5 de desembre de 1782. Esdevingué així la primera dona de l'acadèmia. Olin va sol·licitar la seva renúncia a l'Òpera el 1782 i va renunciar el 1784. El motiu devia ser la relació de la seva filla amb Stenborg. Va romandre formalment en la professió fins a l'any 1803, però de fet no va aparèixer llevat d'algunes aparicions com a convidada. Se li va demanar que actués en una actuació a les noces del rei l'any 1797. El 27 de febrer de 1808, va donar la seva darrera actuació pública quan va cantar una ària de Traetta en un concert a Riddarhuset amb l'assistència de Haeffner, el concertista Müller, Jeanette Wässelius i la pianista, Karolina Stenborg, que va debutar a Norrköping a l'edat de deu anys el 1804, en benefici del seu pare, Carl Stenborg, que ara cantava per última vegada.
Poc abans de la seva mort el 1828, Olin va actuar en privat per a la famosa cantant d'òpera Angelica Catalani, que es deia que va quedar impressionada per la seva habilitat.

## Privadesa
Es va casar amb el secretari reial, l'assessor Gabriel Olin el 1760. Junts van tenir una filla Betty Olin, també anomenada Elisabeth Olin la Jove, que també es va convertir en cantant d'òpera.

Johan Gabriel Oxenstierna va escriure al seu diari el 19 de juny de 1770:
| « | "Aquesta tarda he estat a Psilanderhjelm en un concert, on cantava la senyora Olin. Al seu costat, el seu desgraciat marit fa una figura patètica. Com podria una dona tan bella fer una elecció tan horrible, si no per buscar seguretat per als seus plaers en nom del matrimoni i fer que l'ostra sigui lloable o almenys una mica més que perdonable. Així que Venus es va deixar anomenar la teva esposa, desgraciat Vulcà per estimar Mart; així que la comtessa Meijerfelt va prendre el més lleig de tots els mortals per fer feliç a Lacy amb seguretat; així ho fa ara el Riksdag Horn, del qual l'inacabat Olin porta el nom. A més, aquest últim és el segon més gran de tots els mascles després d'Oelreich, i els seus genolls defectuosos i coixos estan encara més doblegats pel pes creixent diari de les banyes amb què es corona el seu cap calb." | » |

## Rols
| Curs | Rol      | Producció                    | Direcció | Teatre                  |
| ---- | -------- | ---------------------------- | -------- | ----------------------- |
| 1773 | Thetis   | Thetis och Pelée             |          | Stora Bollhuset         |
| 1773 | Galatea  | Acis et Galatée              |          | Stora Bollhuset         |
| 1773 | Eurydike | Orfeu i Eurídice             |          | Stora Bollhuset         |
| 1774 | Silvie   | Sylvie                       |          | Stora Bollhuset         |
| 1776 | Aline    | Aline, drottning av Golkonda |          | Stora Bollhuset         |
| 1778 | Prokris  | Céphale et Procris.          |          | Stora Bollhuset         |
| 1778 | Antiope  | Amphion                      |          | Stora Bollhuset         |
| 1780 | Aline    | La belle Arsène              |          | Stora Bollhuset         |
| 1783 | Ifigenia | Iphigénie en Tauride         |          | Gustavianska operahuset |
| 1788 | Zulma    | Cora och Alonzo              |          | Gustavianska operahuset |